# Drums of Love
Drums of Love (bra: A Dança da Vida) é um filme mudo norte-americano lançado em 1928, do gênero drama romântico, escrito e dirigido por D. W. Griffith e interpretado por Mary Philbin, Lionel Barrymore e Don Alvarado.

## Elenco
- Mary Philbin
- Lionel Barrymore
- Don Alvarado
- Tully Marshall
- William Austin
- Eugenie Besserer
- Charles Hill Mailes
- Rosemary Cooper
- Joyce Coad